# Polnische Eishockeyliga 1930/31
Die Saison 1930/31 war die fünfte Austragung der polnischen Eishockeymeisterschaft. Meister wurde zum insgesamt fünften Mal in der Vereinsgeschichte AZS Warschau.

## Modus
In der Hauptrunde wurden die acht Teilnehmer in zwei Gruppen aufgeteilt und jede Mannschaft bestritt insgesamt drei Spiele. Die beiden Erstplatzierten jeder Gruppe qualifizierten sich für die Finalrunde, für die der Vorjahresmeister AZS Warschau direkt qualifiziert war. Zudem bestritten die beiden Zweitplatzierten jeder Gruppe ein Entscheidungsspiel zur Qualifikation für die Finalrunde. Der Erstplatzierte der Finalrunde wurde Meister. Für einen Sieg erhielt jede Mannschaft zwei Punkte, bei einem Unentschieden gab es einen Punkt und bei einer Niederlage null Punkte.

## Hauptrunde

### Gruppe A
|    | Klub           | Sp | Tore | Punkte |
| -- | -------------- | -- | ---- | ------ |
| 1. | Legia Warszawa | 3  | 6:1  | 6      |
| 2. | AZS Posen      | 3  | 2:1  | 4      |
| 3. | KS Cracovia    | 3  | 5:7  | 2      |
| 4. | Lechia Lwów    | 3  | 2:6  | 0      |

Sp = Spiele, S = Siege, U = unentschieden, N = Niederlagen, OTS = Overtime-Siege, OTN = Overtime-Niederlage, SOS = Penalty-Siege, SON = Penalty-Niederlage

### Gruppe B
|    | Klub        | Sp | Tore | Punkte |
| -- | ----------- | -- | ---- | ------ |
| 1. | Pogoń Lwów  | 3  | 10:1 | 6      |
| 2. | Czarni Lwów | 2  | 4:4  | 2      |
| 3. | AZS Vilnius | 3  | 1:3  | 2      |
| 4. | TKS Toruń   | 2  | 1:8  | 0      |

Sp = Spiele, S = Siege, U = unentschieden, N = Niederlagen, OTS = Overtime-Siege, OTN = Overtime-Niederlage, SOS = Penalty-Siege, SON = Penalty-Niederlage

### Qualifikation für die Finalrunde
- AZS Posen – Czarni Lwów 7:0

## Finalrunde
|    | Klub           | Sp | Tore | Punkte |
| -- | -------------- | -- | ---- | ------ |
| 1. | AZS Warszawa   | 3  | 5:1  | 5      |
| 2. | Legia Warszawa | 3  | 2:0  | 5      |
| 3. | AZS Posen      | 3  | 2:4  | 2      |
| 4. | Pogoń Lwów     | 3  | 2:6  | 0      |

Sp = Spiele, S = Siege, U = unentschieden, N = Niederlagen, OTS = Overtime-Siege, OTN = Overtime-Niederlage, SOS = Penalty-Siege, SON = Penalty-Niederlage

### Entscheidungsspiel um den Meistertitel
- AZS Warszawa – Legia Warszawa 1:0